# Caecilia degenerata
Espèce
Statut de conservation UICN

 DD  : Données insuffisantes
Caecilia degenerata est une espèce de gymnophiones de la famille des Caeciliidae.

## Répartition
Cette espèce est endémique des versants Ouest et Est de la cordillère Orientale en Colombie. Elle se rencontre entre 800 et 2 100 m d'altitude dans les départements de Boyacá, de Cundinamarca et de Santander.

## Publication originale
- Dunn, 1942 : The American caecilians. Bulletin of the Museum of Comparative Zoology, vol. 91, no 6, p. 437-540 (texte intégral).